# 前田亜紀 (歌手)
前田 亜紀（まえだ あき、1980年10月22日 - ）は、日本の歌手。Hipp'sおよびMAXの元メンバーで、Aki（アキ）名義で活動していた。2014年からはAHKY（読みはアキ）としてソロ活動をしていた。
沖縄県出身。沖縄アクターズスクール出身。かつてアクシスに所属していた。

## 来歴・人物
身長163.5cm。血液型O型。元D&DのChika、元MISSIONの折田みゆき、石川愛理らとHipp'sとして活動していた。
2002年3月にMAXのMinaが妊娠による産休に入ったため、同年7月に新メンバーとしてMAXに加入した。
Akiは単独での活動はほとんど行っておらず、音楽・バラエティ番組に出演する時は他のMAXメンバーと一緒に出演することが多かった。MAX内では、Minaを入れても最年少だった。パート分けでは、Reinaと共にメインボーカルを担当していた（休業していたMinaもメインボーカル）。Minaを含めたメンバーのうちで身長が唯一160cm台と、最も背が高かった。
ソロ転向するために、2008年8月末でMAXを脱退した。在籍当時『ミュージックステーション』と『紅白歌合戦』に一度も出演したことがない。
MAX脱退後、「うちナビ」CMソング「We are the うちナビ」の女性バージョンのボーカルを担当した。
もの作りをしていく上での裏方の仕事に魅力を感じるようになり、2009年9月から東京・南青山にある広告制作会社でキャスティングを担当している。会社では名字ではなく“アキちゃん”の愛称で親しまれている。
2014年3月、結婚して子供がいることをブログで明かしている。このころから歌手としての活動も徐々に再開。
2014年4月、「AHKY」としてソロ曲「Gone」の楽曲とPVをYouTubeで公開した。5月には東京・渋谷RUBY ROOMでソロライブを行うなど、歌手活動を活発化。
2015年10月10日、千葉・舞浜アンフィシアターで開催されたMAXのデビュー20周年記念ライブ「MAX 20th Live CONTACT 2015 BACK TO THE MAX FUTURE」にて、現メンバーのNANA、MINA、LINAとともに、育児休業中のREINA、2008年に脱退したAKIがステージに上がり、この日限りの5人でのパフォーマンスを行った。
同年12月23日に東京渋谷・LOOP ANNEXで自身の復帰ライブを開催した。
2017年8月31日、所属事務所の公式サイトにて、音楽活動から離れることが発表された。
2019年6月4日より、インストラクターの仕事をしている。